# محطة توباز سولار فارم للطاقة الشمسية

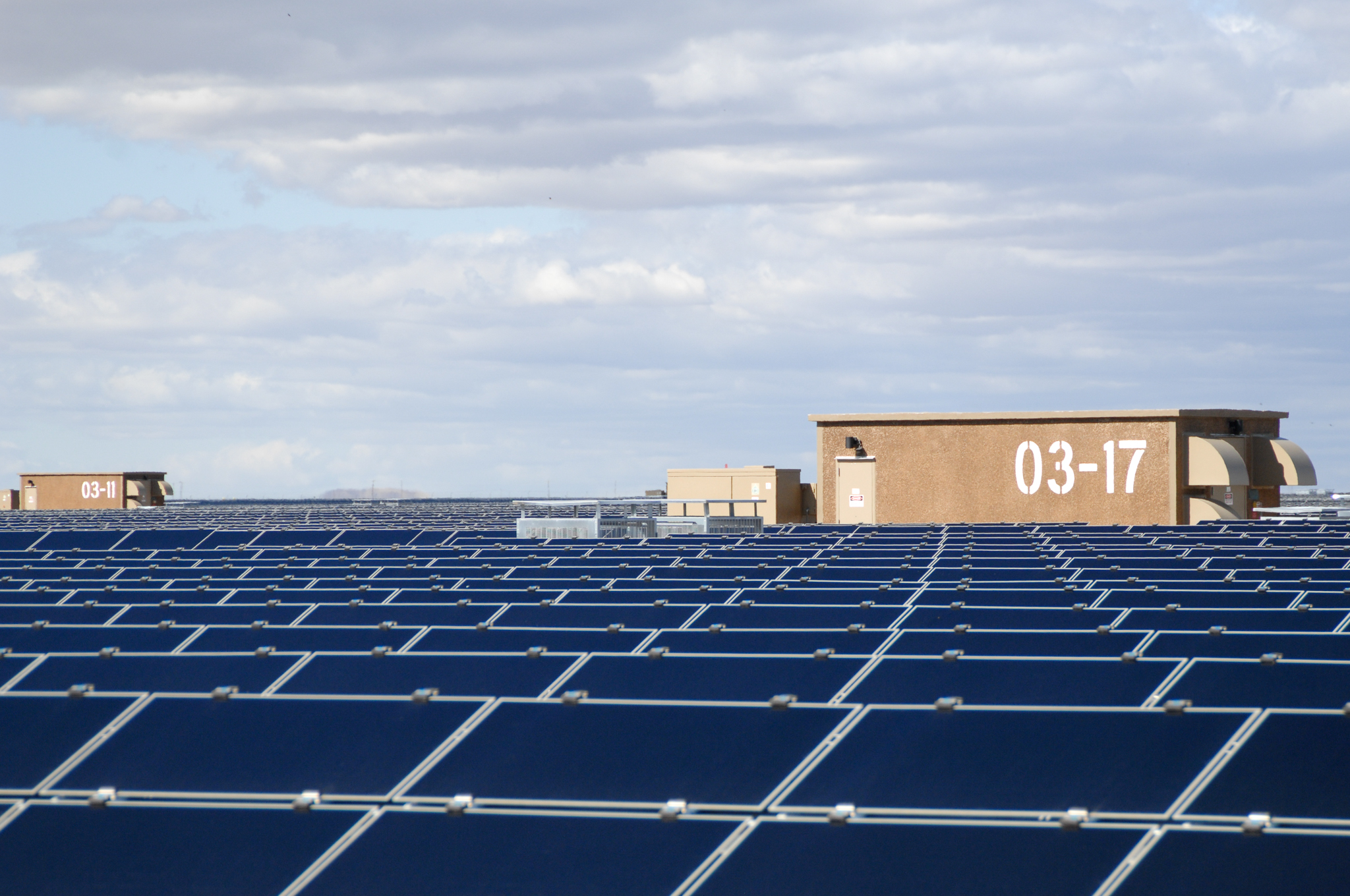
ألواح ضوئية في محطة توباز سولار فارم. كاليفورنيا

محطة توباز سولار فارم للطاقة الشمسية (بالإنجليزية: Topaz Solar Farm)‏ هي محطة كهرباء تنتج الطاقة الكهربائية من الطاقة الشمسية بواسطة الألواح الضوئية. قدرة تلك المحطة 550 ميجا واط وهي مبنية في سان لويس أوبيسبو بـ كاليفورنيا. وهي تعتبر الآن (2015) هي ومحطة دسرت سنلايت للطاقة الشمسية أكبر محطات التي تعمل بالطاقة الشمسية في العالم، كل منهما تبلغ قدرتها 550 ميجاواط. بدأ بناء توباز سولار في نوفمبر 2011 وانتهى انشاؤها في نوفمبر 2014 .
بلغت تكلفة المحطة 5و2 مليار دولار أمريكي، وحي تحوي 9 ملايين من ألواح ضوئية تعمل بتيلوريد الكادميوم بتقنية الرقائق الشمسية. تقوم شركة «فرست سولار» First Solar بتصنيع تلك الرقائق الشمسية في الولايات المتحدة وفي ماليزيا. بهذا تحافط الشركة على انخفاض سعر التصنيع وتحسن من منافستها على مستوى العالم، حيث تغمر الصين السوق العالمي بما تصنعه من ألواح شمسية وتدعمها بدعم مالي من الحكومة الصينية. الإنتاج الصيني يعتد على إنتاج ألواح شمسية سيليكونية، كفاءتها عالية ولكن تكلفتها عالية أيضا.
ستشتري شركة «باسيفيك جاس أند إليكتريك» الإنتاج من الكهرباء لمدة 25 عاما متعاقد عليها. وبقا لمعلومات من شركة فرست سولار فقد أنشأت 400 وظيفة للطاقة العاملة، وسوف تنتج نحو 1و1 جيجاواط-ساعي (1و1 ألف مليون واط ساعي) في السنة.

## تاريخ إنشائها
اختارت شركة «أوبتيسولار» مؤسسة المشروع قطعة ارض مساحتها 5و9 ميل مربع لإنشاء المحطة.
وفي نوفمبر 2009 أعلنت شركة فرست سولار First Solar عن شرائها لمساحة 640 فدان من «شركة أسورا» التي كانت تزمع إنشاء محطة تنتج الكهرباء للطاقة الشمسية ولكنها ألغت المشروع.
يستخدم المشروع 9 مليون  من رقائق شمسية تعمل بمادة تيلوريد الكادميوم، تقوم شركة فرست سولار بصنع تلك الألواح الشمسية. تنتج المحطة الكهرباء خلال وسط النهار عندما يزداد استهلاك الكهرباء وكذلك يرتفع سعر الكيلوواط عن سعره أثناء الليل. وكان تخطيط المشروع أن يبدأ التشييد في عام 2011 على ين يكتمل ي المشروع في 2014.
وقد صدرت قرارات حكومية وبناء عليها تلتزم ولاية كاليفورنيا بإنتاج 33% من طاقتها بواسطة الطاقة المتجددة حتى عام 2020.
في 14 أغسطس 2014 أعلنت شركة «باسيفيك جاس أند إليكتريك» عن تعاقدها لشراء الناتج الكهربائي من «توباز سولار فارم» ومن «هاي بلينز رينش».
في أكتوبر 2010 أصدرت مصلحة سان لويس أوبيسبو للتخطيط والبناء مسودة تقرير عن تأثير المشروع على البيئة.
وفي يونيو 2011 قدمت وزارة الطاقة الأمريكية 9و1 مليار دولار أمريكي لشركة فرست سولار لتغطية جزء من تكلفة المشروع. وفي 18 مايو 2012 أعلنت فرست سولار عن أنتهائها من تشييد أول الألواح الشمسية. وفي 24 أكتوبر 2012 أعلت إتمام إنشاء أول مليون لوح شمسي. The plant began providing energy to the grid in February 2013.
ووصلت المحطة بالشبكة العمومية، ثم أكملت إنشاء 5 ملاين حتى تاريخ 2013.
وفي يونيو 2014 أحتلت توباز سولار المركز الأول في قائمة محطات الألواح الضوئية العاملة بالطاقة الشمسية.
تبعتها بعد ذلك تشغيل محطة دسرت سنلايت للطاقة الشمسية بكليفورنيا أيضا وهي تعمل بقدرة تعادل قدرة توباز سولار بطاقة قدرها 550 ميجاواط. بدأت ديسرت سنلايت عملها في فبراير 2015 . ويكفي إنتاج تلك المحطتين إمداد نحو 350.000 بيت بالكهرباء.

## إنتاجية المحطة

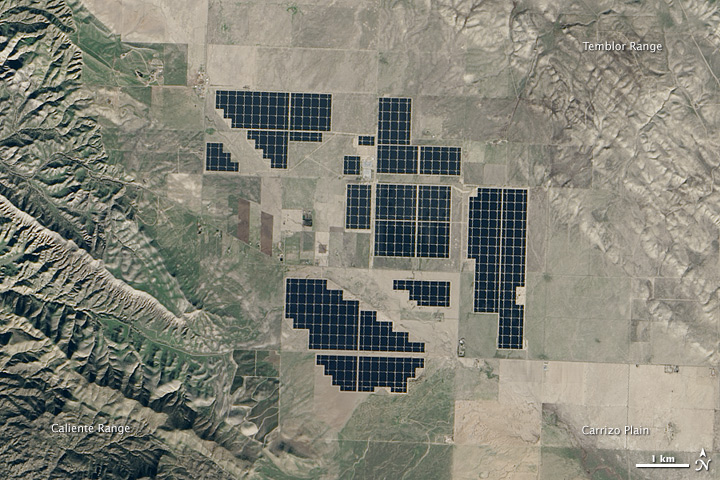
محطة توباز سولار فارم كما ترى من القمر الصناعي مرصد الأرض, 2015.

| السنة   | يناير   | فبراير  | مارس    | ابريل   | مايو    | يونيو   | يوليو   | أغسطس   | سبتمبر  | أكتوبر  | نوفمبر  | ديسمبر  | المجموع  |
| ------- | ------- | ------- | ------- | ------- | ------- | ------- | ------- | ------- | ------- | ------- | ------- | ------- | -------- |
| 2013    | –       | 0.239   | 24.499  | 18.660  | 31.026  | 40.465  | 47.772  | 58.441  | 53.196  | 47.407  | 39.423  | 40.180  | 401.31   |
| 2014    | 38.484  | 36.044  | 72.444  | 87.330  | 97.239  | 109.860 | 106.256 | 119.100 | 119.484 | 113.417 | 93.074  | 60.641  | 1053.373 |
| المجموع | المجموع | المجموع | المجموع | المجموع | المجموع | المجموع | المجموع | المجموع | المجموع | المجموع | المجموع | المجموع | 1454.683 |

| السنة(a)                                            | اسم المحطة [Photovoltaic power station] | البلد            | القدرة ميجاواط |
| --------------------------------------------------- | --------------------------------------- | ---------------- | -------------- |
| 1982                                                | Lugo                                    | الولايات المتحدة | 1              |
| 1985                                                | Carrisa Plain                           | الولايات المتحدة | 5.6            |
| 2005                                                | Bavaria Solarpark (Mühlhausen)          | ألمانيا          | 6.3            |
| 2006                                                | Erlasee Solar Park                      | ألمانيا          | 11.4           |
| 2008                                                | محطة أوميديلا للطاقة الشمسية            | إسبانيا          | 60             |
| 2010                                                | Sarnia Photovoltaic Power Plant         | كندا             | 97             |
| 2011                                                | Huanghe Hydropower Golmud Solar Park    | الصين            | 200            |
| 2012                                                | Agua Caliente Solar Project             | الولايات المتحدة | 290            |
| 2014                                                | Topaz Solar Farm                        | الولايات المتحدة | 550            |
| محطة طاقة كهرضوئية، (a) year of final commissioning |                                         |                  |                |

## صور إضافية

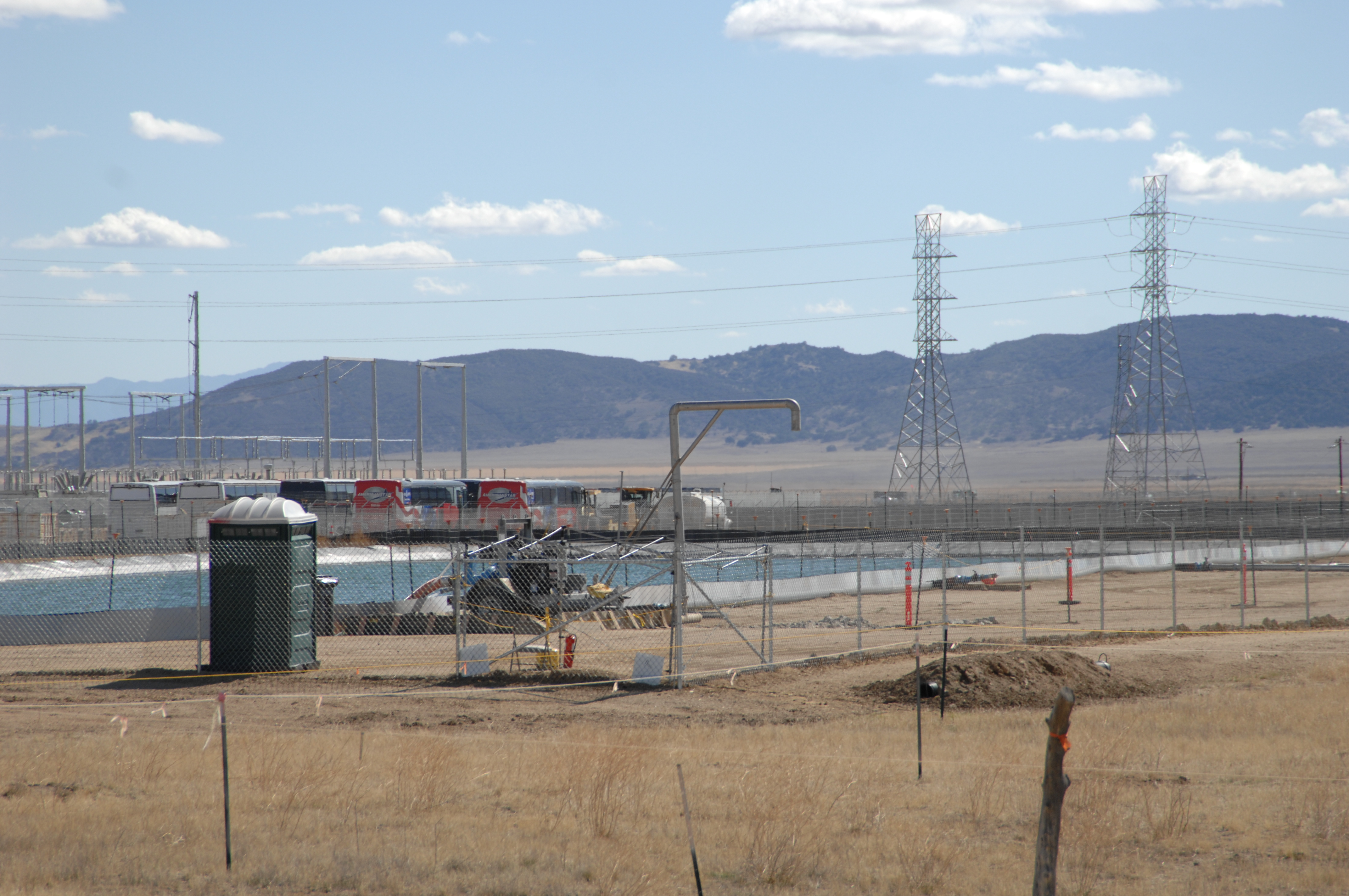
Evaporation pond at Topaz Solar
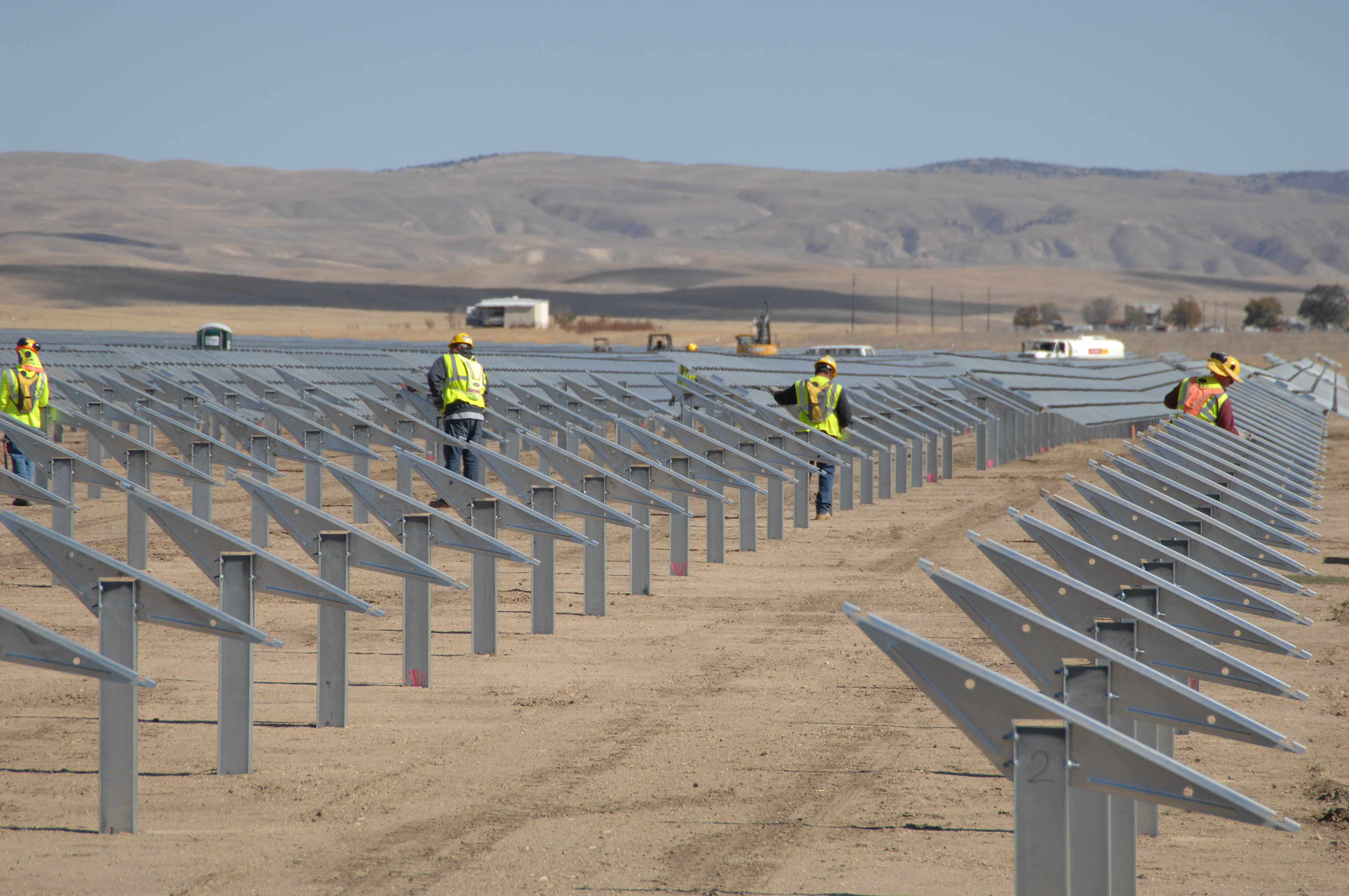
Construction in 2012
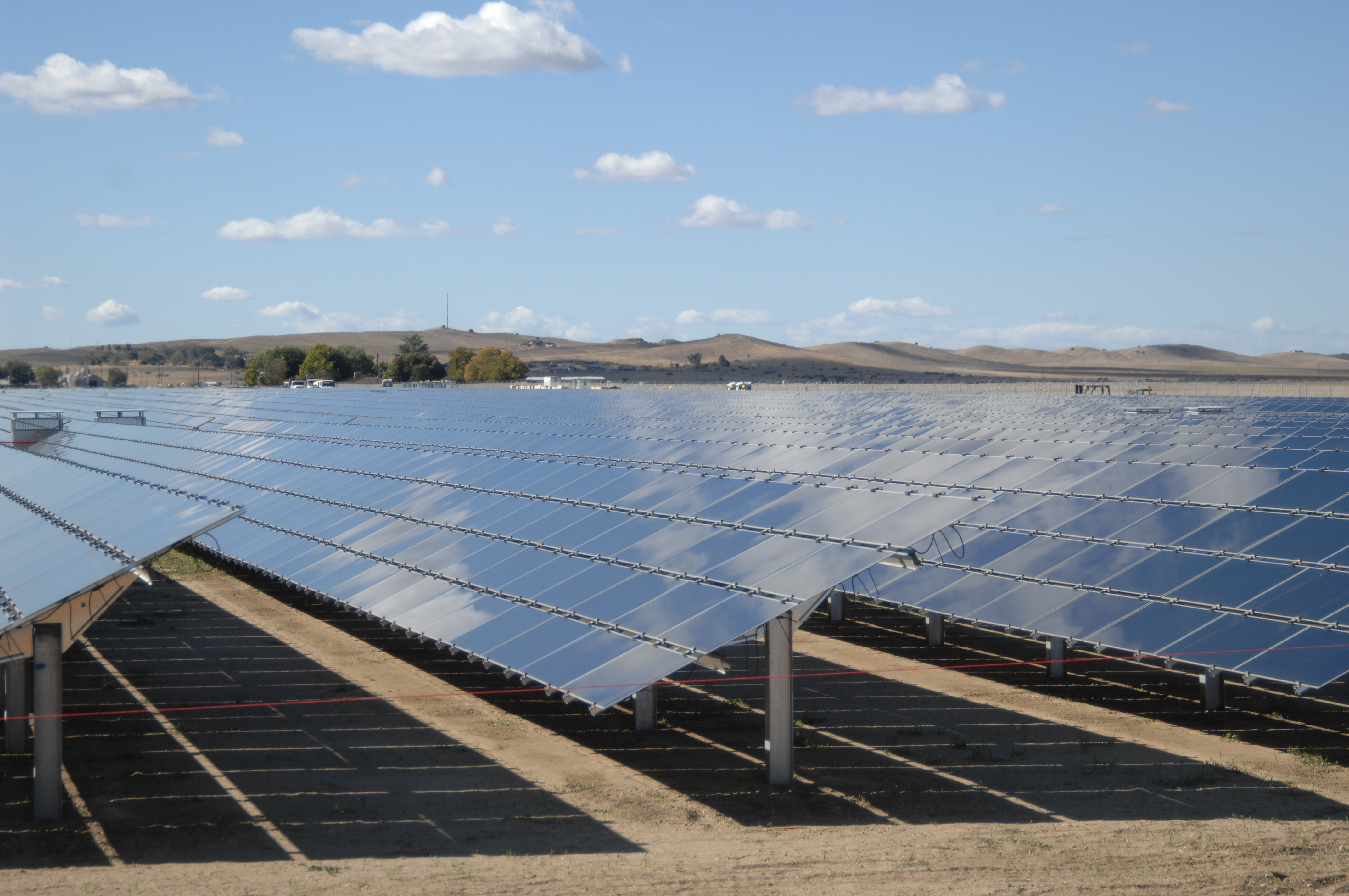
لوح ضوئي جهديs at Topaz Solar 1
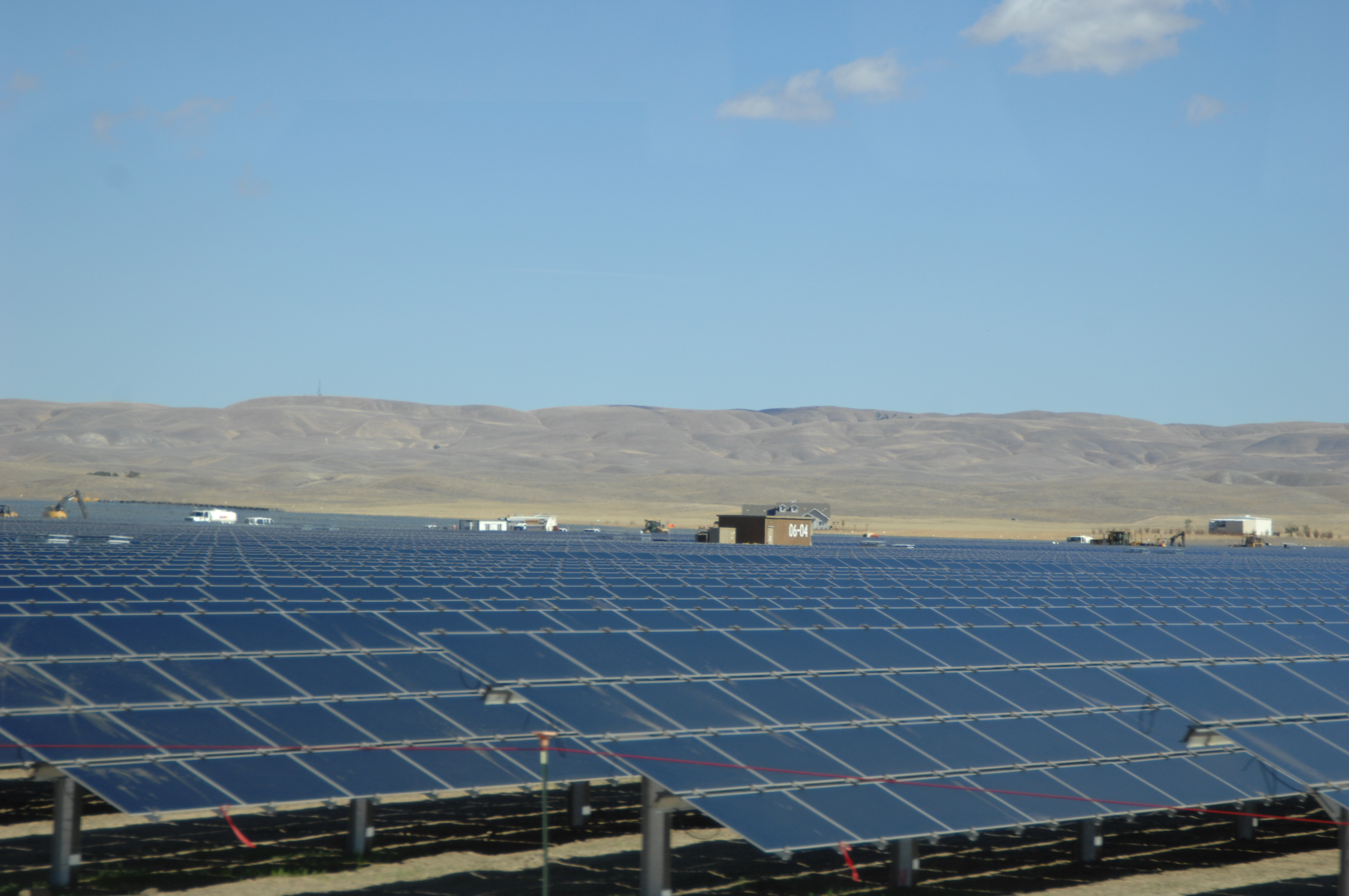
Solar Panels at Topaz Solar 7

## اقرأ أيضا
| - محطة دسرت سنلايت للطاقة الشمسية - لوح ضوئي جهدي - رقيقة خلية شمسية - رقيقة تيلوريد كادميوم شمسية - خلية ضوئية جهدية - تأثير ضوء جهدي | - خلية شمسية - ظاهرة كهروضوئية - قوة شمسية - خلية ضوئية جهدية متعددة الوصلات - محطات طاقة شمسية جهدية - محطة فالدبولينتز للطاقة الشمسية - محطة مورا للطاقة الشمسية - محطة أوميديلا للطاقة الشمسية - محطة ستراسكيرشن الشمسية - العاكسات الشمسية Solar Inverter |  |